# Чжу Юсун
Чжу Юсун (Фу-ван; кит. 朱由崧; 5 сентября 1607 — 23 мая 1646) — первый император так называемой династии Южная Мин. 2-й великий князь Фу (Фу-ван) (1643—1644), первый китайский император так называемой династии Южная Мин (1644—1645). Старший сын великого князя Фу (Фу-вана) Чжу Чансюня (1586—1641) и двоюродный брат последнего китайского императора династии Мин Чунчжэня (Чжу Юцзяня). Правил в Нанкине в 1644—1645 годах.

## Биография
Отец Чжу Юсуна, Чжу Чансюнь (朱常洵) был любимым сыном императора Ваньли. Родители Чжу Чансюня — император и его любимая супруга (второго класса) по фамилии Чжэн (郑贵妃) наверняка хотели сделать его наследником престола; но из-за давления мандаринов (впоследствии сформировавших так называемое Дунлиньское движение (en)) императору пришлось назначить своим наследником своего первородного сына Чжу Чанло, матерью которого была его главная жена (по фамилии Ван). Хотя Ваньли не смог передать Чжу Чансюню свой престол, он хорошо материально обеспечил любимого сына, дав ему в надел 40 тысяч «цин» (266 тысяч гектаров) земель в провинции Хэнань и соседних Шаньдуне и Хубэе (тогда, часть Хугуана), главным образом конфискованных у местного населения. Сам же Чжу Чансюнь был титулован Великий князь Фу (福王, Фу-ван) и жил в Лояне. Он слыл пьяницей и развратником; управляющие его поместий отличались своей жестокостью. Когда повстанцы Ли Цзычэна взяли Лоян в 1640 году, дворец князя горел 3 дня; самого князя зажарили и мясо раздали повстанцам, причём Ли Цзычан самолично напился кровью феодала. Однако жена князя и его сын, Чжу Юсун, смогли бежать, и в 1643 году Чжу Юсун также был пожалован императором Чунчжэнем (своим двоюродным братом) в Великие князья Фу.
По свидетельству современников, сын пошёл в отца; поэтому когда после смерти императора Чунчжэня и взятия Пекина маньчжурами нанкинские мандарины в мае 1644 г. стали решать, кого звать на царство, кандидатура Чжу Юсуна вызывала у многих сомнения. Тем не менее, он несомненно был следующим по порядку престолонаследия после сыновей покойного императора, и сторонники князя Фу, предводительствуемые Ма Шиином (马士英), смогли быстро организовать доставку его с реки Хуай на севере Цзянсу в Нанкин, где он был торжественно встречен собравшимися чиновниками 5 июня 1644 г. 7 июня он был, по примеру Чжу Циюя (правившего в 1449—1457, пока его брат был в плену у монголов) объявлен регентом (кит. трад. 监国, упр. 監國, пиньинь jiānguó, буквально: «управляющим государством») и переехал в нанкинский императорский дворец. Уже 19 июня он был провозглашён императором, и было объявлено, что следующий (1645) год будет первым годом эры Хунгуан (弘光).
Первый год эры Хунгуан оказался, однако, и её последним годом. Ни в финансовом, ни в организационном, ни в военном отношении нанкинский режим не представлял собой значительной силы. Его реальный контроль не простирался за пределы нескольких провинций, прилегающих к Нанкину, и даже там сбор налогов был часто затруднён тем, что местное население было разорено бандформированиями. Режим раздирался фракционной борьбой между кликами Ши Кэфа и Ма Шиина, а войско кое-где состояло из местных разбойников, поставленных на казённое довольствие. Многие в правительстве считали, что главной опасностью для государства являются не маньчжуры а повстанцы Ли Цзычэна и прочие незаконные бандформирования, и до какой-то степени приветствовали антиповстанческую деятельность маньчжуров на севере страны.
Весной 1645 года в Нанкине объявился и был посажен в тюрьму Ма Шиином самозванец Ван Чжимин, выдававший себя за сына повесившегося императора Чжу Юцзяня.
После разгрома минских сил в Янчжоу и выхода маньчжуров к Янцзы император Хунгуан бежал из столицы 3 июня 1645 года. Традиционные китайские источники расходятся в том, что сталось с ним после. Ни один из городов в округе не хотел приютить его. По одним рассказам он утопился, по другим — его утопил один из его генералов, чтобы он не достался врагам. Историки, впрочем полагают, что на самом деле он на короткое время нашёл прибежище у генерала Хуан Дэгуна в Тунлине (пров. Аньхой), но когда 15 июня за ним явились цинские войска, офицеры Хуан Дэгуна убили своего генерала, сдали императора силам Цин и перешли на сторону завоевателей. 18 июня маньчжуры привезли его в Нанкин. После осмеяния местными жителями и «очной ставки» с самозванцем Ван Чжимином бывший император был увезён в Пекин, где как он, так и Ван Чжимин были казнены в 1646 году.

## Оценка современниками и потомками
Хотя проблемы режима Хунгуан имели до значительной степени те же фундаментальные причины что вызвали и крах минского режима в Пекине в 1644 г, то есть недостаточность доходов правительства по сравнению с его расходами, китайские историки и общества традиционно возлагают значительную долю вины за падение минского правления в центральном Китае лично на императора Хунгуана и его главного министра Ма Шиина. Император традиционно представляется как человек, более заинтересованный в женщинах, вине, и театре, чем в управлении государством, а Ма Шиина — как алчного самолюбивого руководителя. Такая характеристика этих двух первых лиц истории отлично подошла к традиционному стереотипу китайской истории: падении династии из-за личных пороков правителей. Неудивительно поэтому что со времён императора Цяньлуна (XVIII в) именно Хунгуан (а не его предшественник, погибший в Пекине император Чунчжэнь) считался цинской историографией последним императором династии Мин.
С другой стороны, Ши Кэфа, погибший в Янчжоу, стал одним из самых почитаемых народных героев Китая.